# Districte de Meconta
El districte de Meconta és un districte de Moçambic, situat a la província de Nampula. Té una superfície de 3.733 kilòmetres quadrats. En 2007 comptava amb una població de 154.843 habitants. Limita al nord amb el districte de Muecate, a l'oest amb el districte de Nampula, al sud amb el districte de Mogovolas, i a l'est amb els districtes de Mogincual i Monapo.

## Divisió administrativa
El districte està dividit en quatre postos administrativos (7 de Abril, Corrane e Meconta e Namialo), compostos per les següents localitats:
- Posto Administrativo de 7 de Abril:
  - 7 de Abril
- Posto Administrativo de Corrane:
  - Corrane
  - Jabir
  - Mecua 1
- Posto Administrativo de Meconta:
  - Meconta
- Posto Administrativo de Namialo:
  - Namialo